# Аудендейк (Північна Голландія)
Аудендейк (нід. Oudendijk) — село в нідерландській провінції Північна Голландія. Входить до муніципалітету Коггенланд.
Його площа — 6,29 км², а населення станом на 2021 рік становило 440 осіб.
Перша згадка про населений пункт датується 1423 роком.
До 1979 року мало статус окремого муніципалітету.

## Галерея

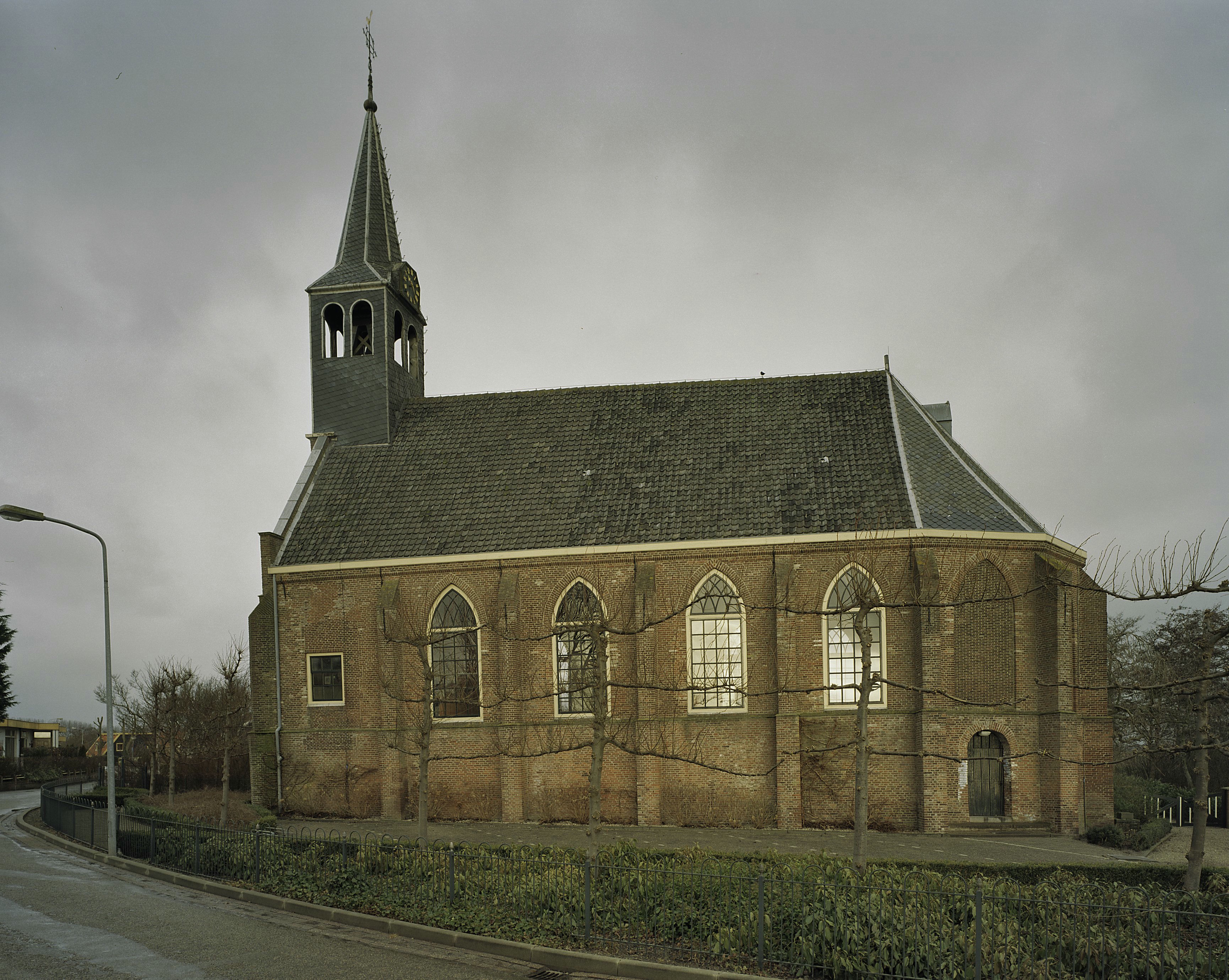
Нідерландська реформістська церква